# At Home with The Dubliners

《At Home with The Dubliners》는 아일랜드의 포크 그룹 더 더블리너스의 정규 음반이다. 프로듀서로 빌 마틴과 필 쿨터가 참여하였다. 원래 함께하던 레이블이었던 메이저 마이너 레코드와 작별을 하고 EMI-컬럼비아 레코드와 계약을 하였다. 소수의 음반에는 "Bold Princess Royal"과 "The Beggarman"이 수록되어 있다. 전자는 유튜브에서만 들을 수 있으며, 후자는 박스 세트인 "Best of the Original Dubliners"에서 들을 수 있다.
| 전문가 평가 | 전문가 평가 |
| 평가 점수   | 평가 점수   |
| 출처        | 점수        |
| ----------- | ----------- |
| Allmusic    | [ 1 ]       |

## 트랙 리스트

### 사이드 원
1. "God Save Ireland"
2. "Sam Hall"
3. "The Scholar / The Teetotaller"
4. "Dainty Davy"
5. "High Germany"
6. "Humpty Dumpty"

### 사이드 투
1. "Molly Maguires"
2. "Cuanla"
3. "Lowlands of Holland"
4. "Ragtime Annie"
5. "Greenland Whale Fishery"
6. "Saxon Shilling"